# 呉鎮守府地下施設群
呉鎮守府地下施設群（くれちんじゅふちかしせつぐん）は、広島県呉市の海上自衛隊呉地方総監部敷地内にある遺構。
日本本土防空のため太平洋戦争末期に大日本帝国海軍呉鎮守府内に作られた防空作戦施設。正式名称は不明。呼称として、防空指揮所、戦斗指揮所、地下作戦室、などがある。本表題は土木学会選奨土木遺産としての名を用いる。

## 施設
防空指揮室および地下壕は、呉鎮守府庁舎(現在の海自呉地方監督部第一庁舎)から南約200mに位置する崖斜面を掘削して作られた。半地下式鉄筋コンクリート構造。南北24.3m×東西22.7m×最大高さ7.5m。土被り約3m。天蓋部や外壁の厚さ1.5mで、現代の3車線トンネルとほぼ同じ厚さになり、250kg爆弾の直撃に耐える構造であった。大戦中に作られたにもかかわらず良質な材料が用いられており保存状態はいい。
建物内部にかまぼこ状の空間があり（地下作戦室と仮称）、幅15m×奥行43m×最大高さ8.8m。
どのように使われていたか資料は残っていない。当時勤務していた人物の証言によると、敵機襲来時には司令長官や作戦参謀が地下作戦室の壁に地図を張り出し指揮を執ったとされる。通信室、映写室などがあったという。当地で勤務経験のある宮内寒弥の小説『立春』『遺影』から、推定ではあるが内部の配置がわかっている。6時間勤務の4交代制で女性も勤務していたという。
そしてここからアリの巣のように地下通路（地下壕と仮称）が伸びる。内空は幅1～3m、高さ1.2m～3.0m。主要施設と地下でつながっているとされるが、大部分は崩落箇所があるため全容はわからない。海自敷地内だけではなく、隣接するIHI/ジャパン マリンユナイテッド敷地内の地下にも広がっており、呉鎮守府司令長官官舎(現入船山記念館)にもつながっていたとされる。そしてここ以外にも地下施設があったと証言が残る。

## 沿革
1942年(昭和17年)設計、1943年(昭和18年)着工、1945年(昭和20年)4月竣工した。
1945年8月6日午前8時頃アメリカ軍機の広島接近をつかみ警戒警報を発令、広島市への原子爆弾投下の際は当時勤務していた人物はこの前から目撃したという。直後、呉鎮は救護・調査団を広島に派遣しており、その際にこの地下壕から指揮した可能性があると考えられている。
戦後、旧呉鎮の施設はイギリス連邦占領軍(BCOF)が利用していたが、ここは電話交換所として用いていた。
その後は海自が管理し、倉庫として用いられていた。2017年、海自呉地方総監部は初めて一般公開することにし、その前段階として建物調査を呉工業高等専門学校に依頼した。調査の結果、貴重な文化財として評価され、2018年日本遺産への追加登録、2019年「旧呉鎮守府防空指揮所および地下壕」として土木学会選奨土木遺産に選定された。土木学会選奨土木遺産としての名称は2020年に「呉鎮守府地下施設群」に改称された。

## ギャラリー

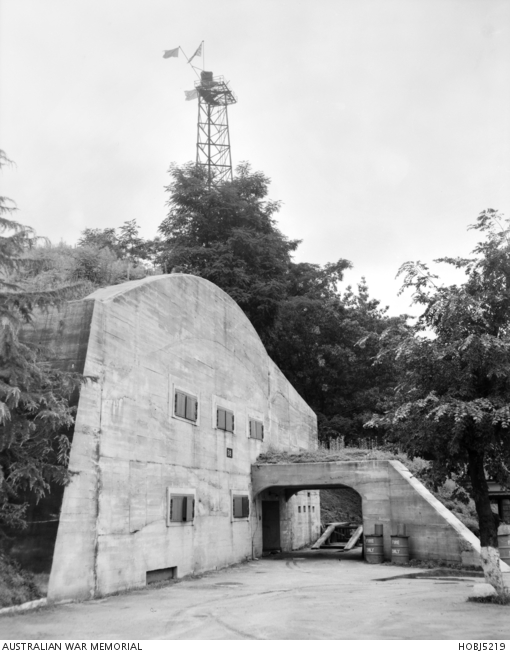
1954年BCOF管理時代
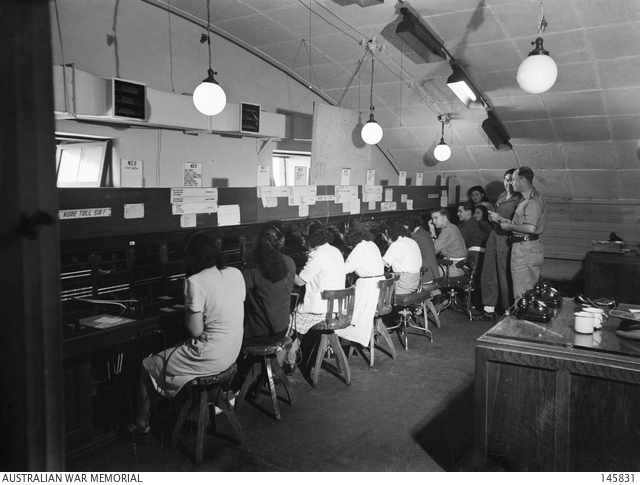
1948年BCOFが電話交換所として用いていた

## 参考資料
- 呉鎮守府地下施設群 - 土木学会選奨土木遺産
- 光井周平「旧呉鎮守府防空指揮所および地下壕－基地内に残された旧海軍の遺産－」（PDF）『土木学会誌』第104巻第4号、土木学会、2019年4月、2023年12月9日閲覧。